# Koh Rong (thị xã)
Koh Rong (tiếng Khmer: ក្រុងកោះរ៉ុង) là một thành phố đảo thuộc tỉnh Preah Sihanouk của Campuchia. Nó được hình thành từ các đảo Koh Rong và Koh Rong Sanloem từ Krong Preah Sihanouk bởi một nghị định được ban hành vào tháng 1 năm 2019. Nó có dân số khoảng 4.000.